# Skupice (Postoloprty)
Skupice jsou zemědělská vesnice při řece Ohři, část města Postoloprty v okrese Louny v Ústeckém kraji. Původně ležela na břehu řeky, Po povodni v roce 1602 byla přemístěna jižněji. Nachází se asi dva a půl kilometru jižně od Postoloprt. Skupice leží v katastrálním území Skupice u Postoloprt o rozloze 4,33 km2.

## Název
Vesnice toho jména jsou v Čechách dvě, kromě toho se tak nazývá i slepé rameno Labe v Poděbradech. Jejich název se odvozuje ze staročeského přídavného jména "skúpý", znamenající stejně jako v současnosti "lakomý, skoupý".

## Historie
Nejstarší písemná zmínka o postoloprtských Skupicích pochází z roku 1384. V registrech papežských desátků k tomuto roku se uvádí, že kostel ve Skupicích odváděl do Říma 15 grošů ročně. I další zprávy o vesnici z předhusitského období souvisí s tamním kostelem, k němuž vykonávali patronát benediktini z nedalekých Postoloprt. 

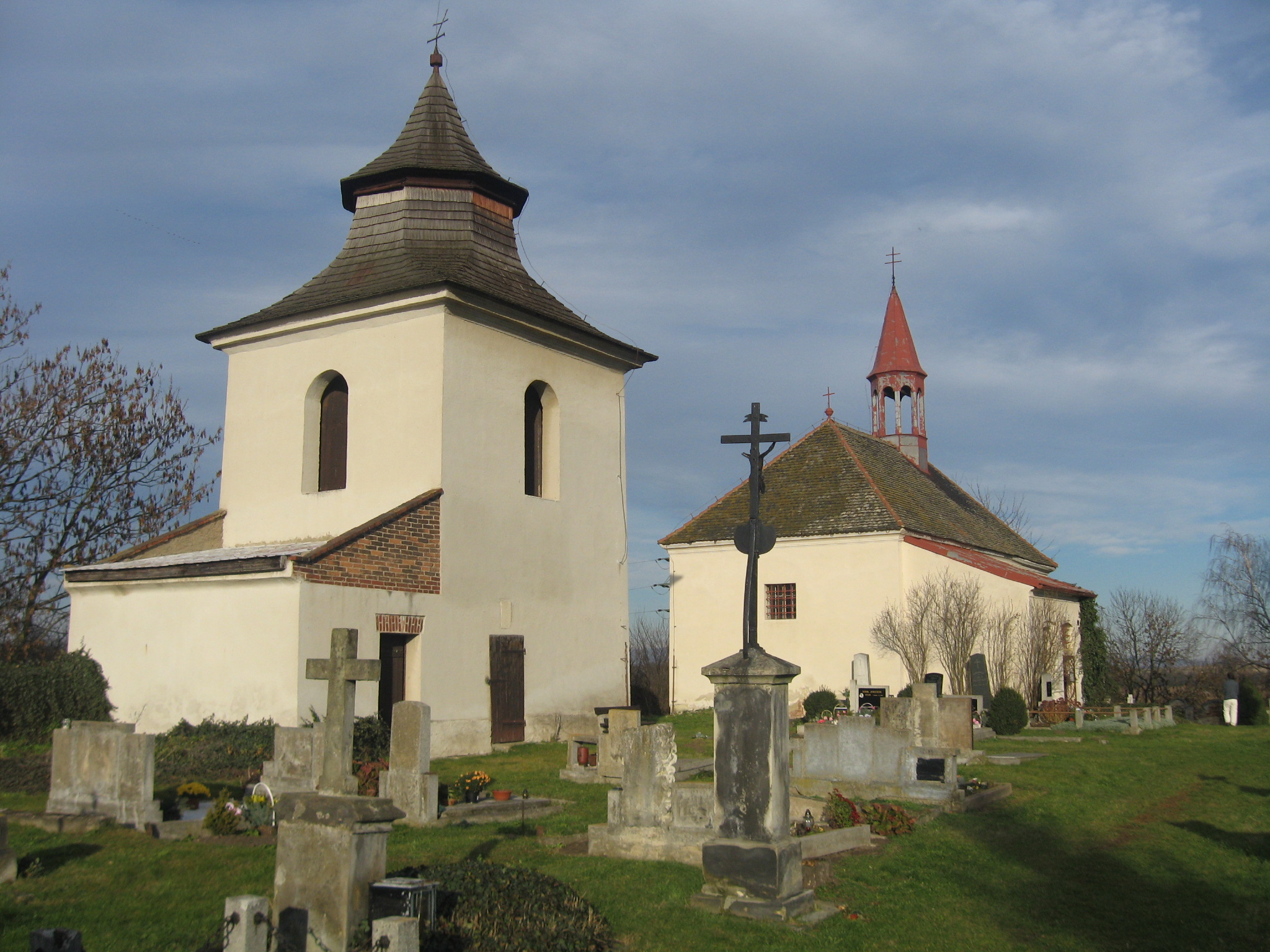
Kostel se zvonicí

 Těm také Skupice patřily. Po zániku kláštera Porta Apostolorum v roce 1420 se většiny jeho majetku včetně Skupic zmocnilo město Louny. Díky jeho dochované účetní knize jsou známa jména skupických poddaných i jejich robotní povinnosti. V roce 1450 odvádělo do lounské pokladny dávky 27 poddaných včetně rybáře, který měl od města pronajatý úsek Ohře. Někteří sedláci měli pronajatá pole i v okolních vesnicích. V roce 1454 ale museli Lounští všechny církvi zcizené majetky vrátit královské koruně. V roce 1514 se celý komplex postoloprtského panství dostal do rukou rodiny Krabiců z Veitmile. Součástí tohoto dominia zůstaly Skupice až do roku 1848.
Na přelomu let 1601 a 1602 postihla oblast na středním toku Ohře velká povodeň. Podle jejího současníka, lounského kronikáře Pavla Mikšovic, byly celé Skupice zničeny. Proto bylo jejich stanoviště, nutně před vypuknutím třicetileté války v roce 1618, nově vysazeno na stávajícím místě. Nepřímým důkazem pro tento fakt je skutečnost, že zatímco při další velké povodni v roce 1655 byly poničeny vesnice ležící na Postoloprtsku při řece, jako Seménkovice, Hradiště, Nehasice či Březno, Skupic se voda nedotkla. Neležely už v záplavové oblasti.

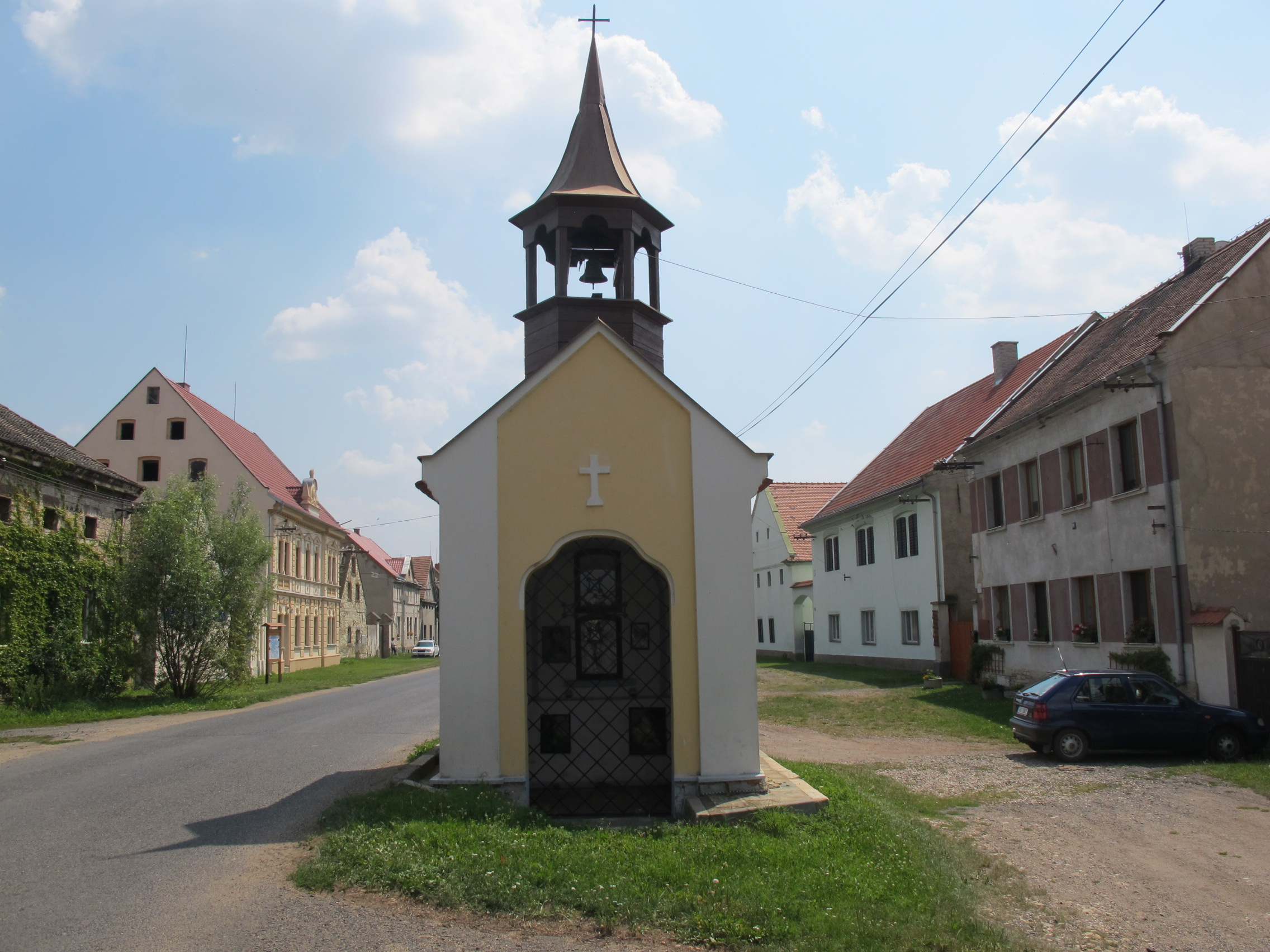
Kaple na návsi

 Snad to bylo novou polohou, snad tím, že všechny statky ve Skupicích byly nové: podle berní ruly z roku 1654 třicetiletá válka vesnici nepoškodila. Všichni tamní sedláci – tehdy ještě s českými jmény – měli hospodářství v takovém stavu, že mohli platit zemskou berni. Každý sedlák měl kromě pole také zahradu s ovocnými stromy a chmelnici. Ty se rozkládaly celkem na pěti hektarech. Ještě před uzákoněním povinné školní docházky se ve Skupicích začalo se školní výukou. Nejprve byla v roce 1770 škola umístěna v budově čp. 23, roku 1892 postavila obec samostatnou školní budovu čp. 42. Počátkem 20. století navštěvovalo skupickou školu kolem šedesáti dětí. 
Nejstarším spolkem ve vsi byl sbor dobrovolných hasičů, založený v roce 1896, o šest let později vzniklo družstvo pro regulaci Hasiny. V té době se chmel pěstoval hlavně jižně od vsi v poloze Ruda, zavlažované Hasinou.
Zatímco ještě počátkem 20. století byly Skupice převážně německé, po vzniku republiky se stali Němci postupně menšinou. Při sčítání v roce 1930 se k německé národnosti hlásilo 48 % obyvatel. Proto měli Češi v zastupitelstvu polovinu mandátů a obsazovali post místostarosty. V září 1920 byla ve Skupicích otevřena česká jednotřídka. Ve škole se vyučovalo až do roku 1977, kdy byla škola zrušena.

## Obyvatelstvo
|                                                                 | 1869 | 1880 | 1890 | 1900 | 1910 | 1921 | 1930 | 1950 | 1961 | 1970 | 1980 | 1991 | 2001 | 2011 | 2021 |
| --------------------------------------------------------------- | ---- | ---- | ---- | ---- | ---- | ---- | ---- | ---- | ---- | ---- | ---- | ---- | ---- | ---- | ---- |
| Obyvatelé                                                       | 237  | 275  | 301  | 393  | 368  | 361  | 343  | 231  | 201  | 177  | 136  | 117  | 125  | 186  | 140  |
| Domy                                                            | 29   | 35   | 39   | 64   | 52   | 69   | 66   | 75   | 104  | 61   | 54   | 62   | 63   | 66   | 69   |
| Počet domů z roku 1961 zahrnuje také domy místní části Malnice. |      |      |      |      |      |      |      |      |      |      |      |      |      |      |      |

## Obecní správa
Při sčítání lidu Skupice byly v letech 1869–1980 obcí v okrese Žatec a od roku 1961 v okrese Louny. Od 1. ledna 1981 jsou částí města Postoloprty. V letech 1961–1980 k obci patřily Malnice.

## Pamětihodnosti
- Severovýchodně od vesnice se nachází gotický kostel svatého Jana Křtitele s raně barokním oltářem z roku 1678. Před jeho jihozápadním průčelím stojí zděná zvonice postavená v roce 1709.[17]
- Obdélná kaple na návsi má průčelí zdůrazněné plochým rizalitem. Z její střechy vybíhá drobná otevřená zvonice. Byla postavena před rokem 1843, kdy je zakreslena na mapě stabilního katastru.[18]
- Jednopatrová venkovská usedlost čp. 19 pochází z počátku devatenáctého století a je památkově chráněná. V nice v průčelí budovy stávala soška svatého Floriána.[19][20]
- U sušárny chmele na východním konci vesnice stojí výklenková kaple zasvěcená svatému Janovi Nepomuckému, jehož obraz původně zdobil interiér. Postavena byla před rokem 1835, kdy je uvedena v soupisu křížů a kaplí litoměřické diecéze. V roce 2009 prošla celkovou rekonstrukcí.[21]

## Galerie

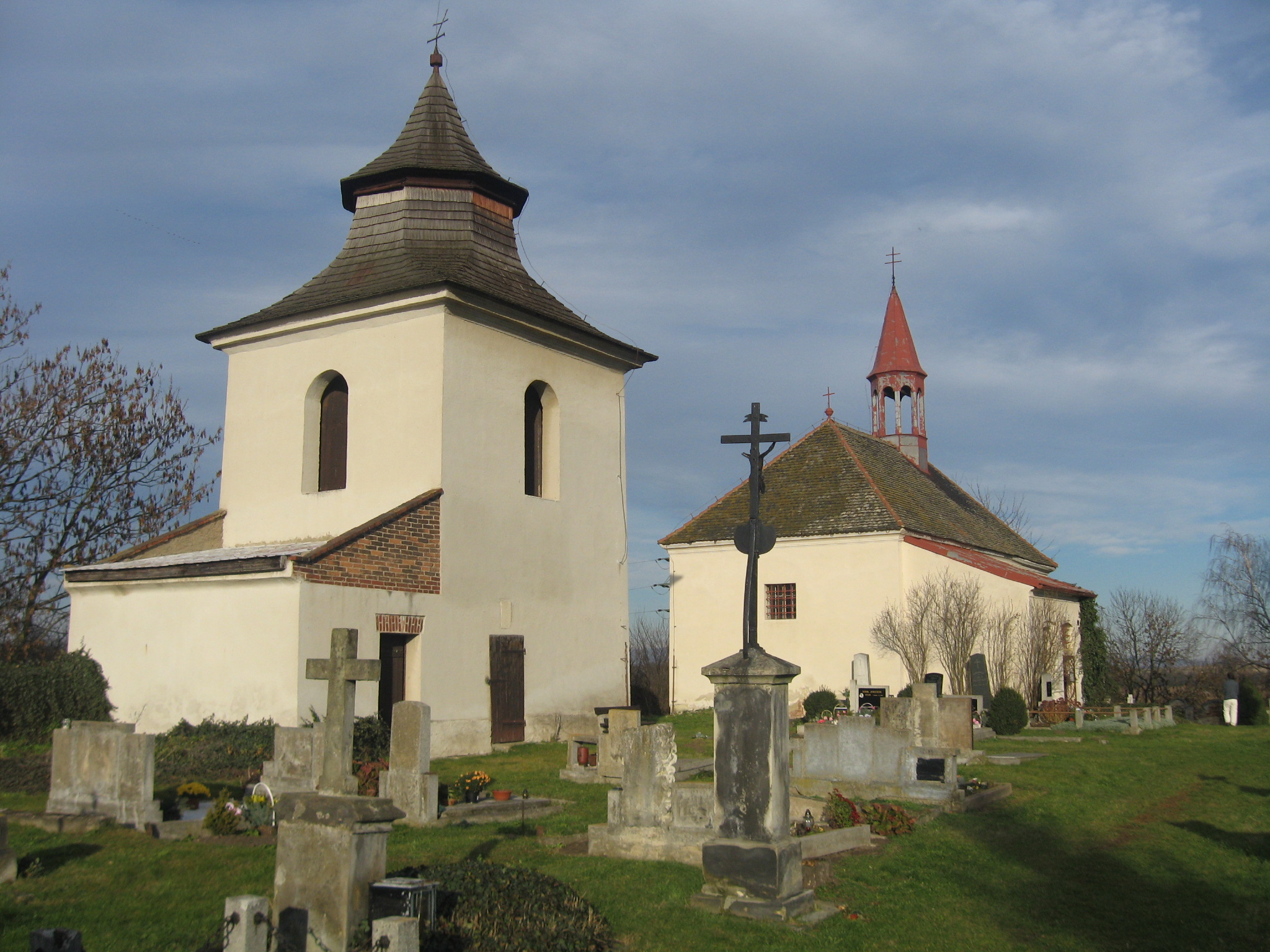
Kostel se zvonicí
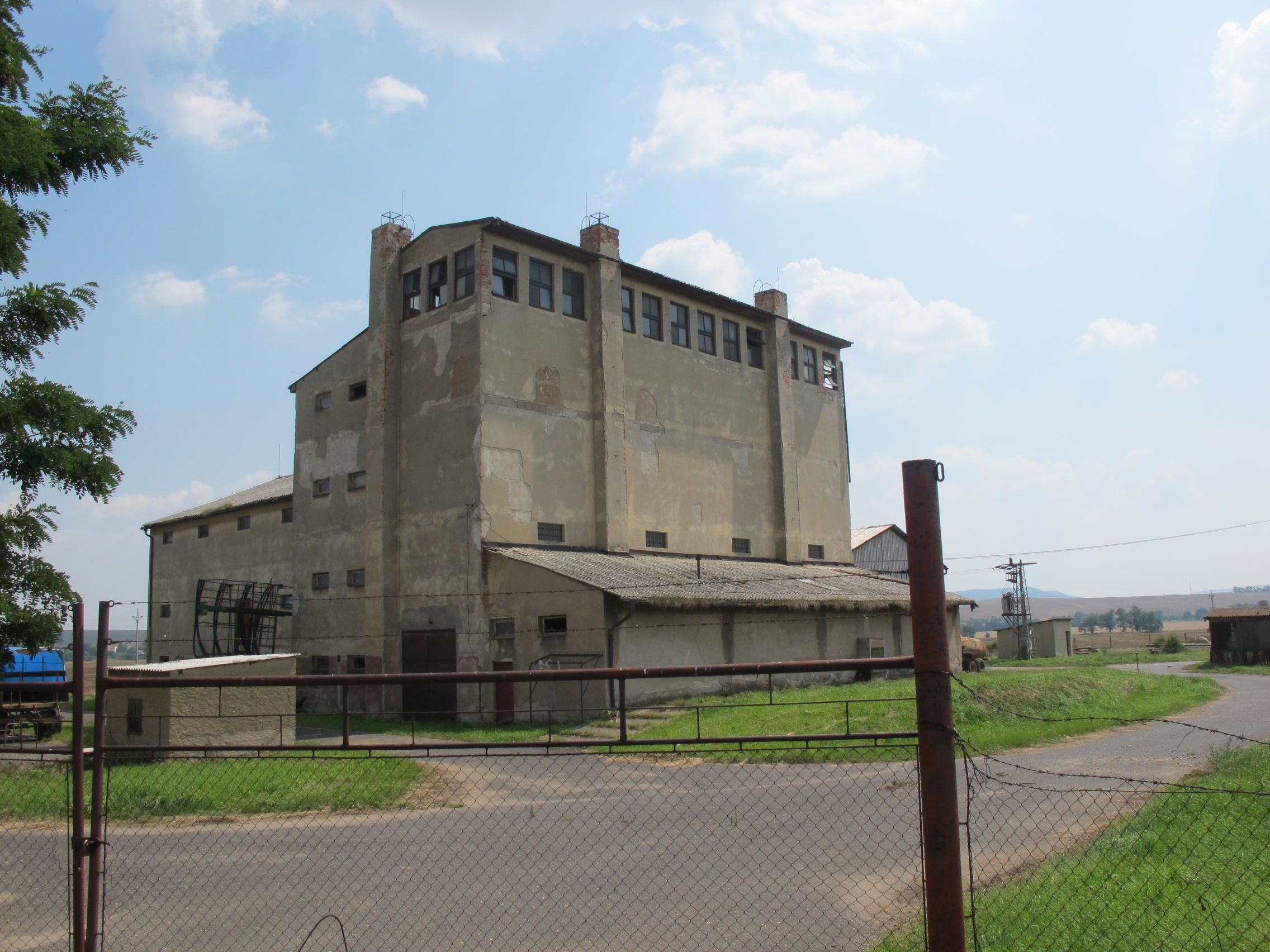
Sušárna chmele
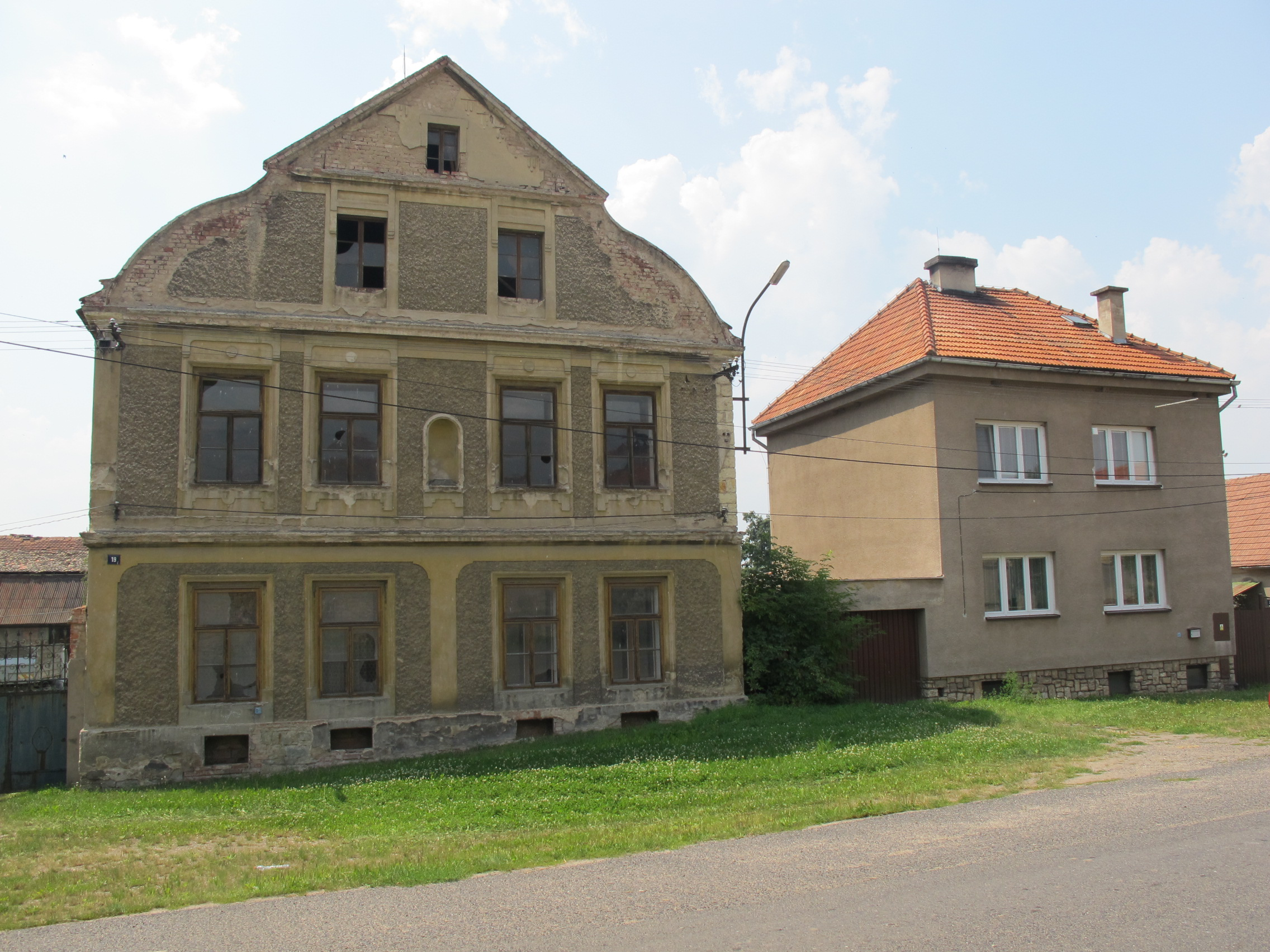
Památkově chráněné čp. 19
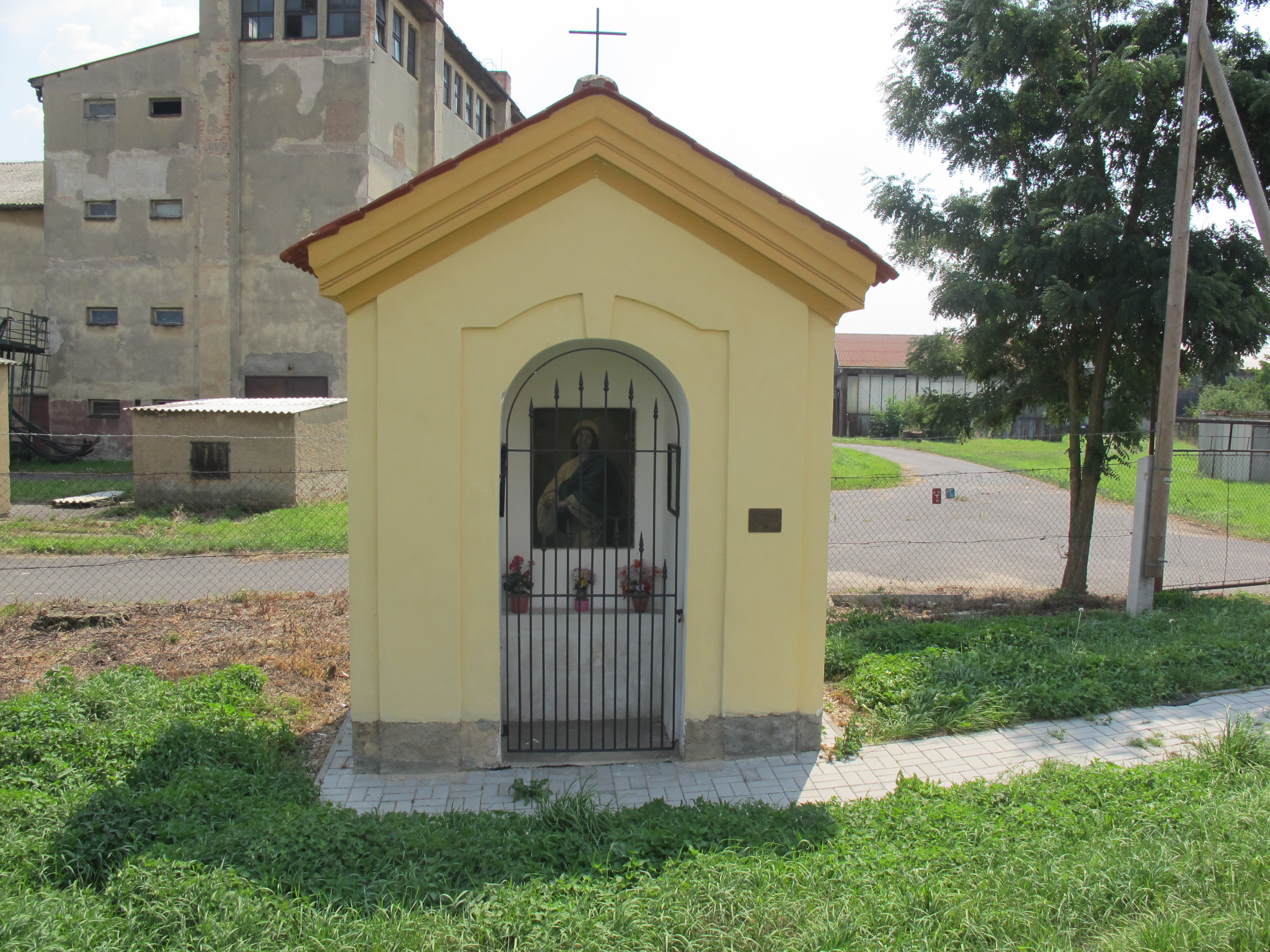
Kaplička u sušárny chmele